# أكسجين (فلم 2021)
أكسجين (بالفرنسية: Oxygène) فيلم خيال علمي، ودراما، وخيال فرنسي لعام 2021  من إخراج ألكسندر أجا،  ومن سيناريو لكريستي لوبلان. الفيلم إنتاج أمريكي فرنسي مشترك، بطولة ميلاني لوران، وماثيو أمالريك، ومالك زيدي. يتابع الفيلم امرأة تستيقظ في غرفة التبريد دون أن تتذكر كيف وصلت إلى هناك. مع نفاد الأكسجين لديها، يجب عليها إعادة بناء ذاكرتها لإيجاد طريقة للخروج من كابوسها. صدر في 12 مايو 2021 لصالح شركة نتفليكس.

## طاقم التمثيل
- ميلاني لوران: في دور إليزابيث ليز هانسن
- ماتيو أمالريك: م ي ل و (صوت)
- مالك زيدي: في دور ليو فيرجسون
- لورا بوجينة: في دور أليس هانسن
- إريك هيرسون ماكاريل: في دور الكابتن مورو (صوت)
- آني باليسترا: في دور امرأة مسنة (صوت)
- مارك سايز: في دور مفتش (صوت)
- كاثي سيردا: في دور المسنة أليس هانسن (صوت)
- ماري ليميال: (صوت)
- باسكال جيرمان: (صوت)
- ليه فالادي: في دور ليز (عندما كانت طفلة)[7]

## أحداث الفيلم
تستيقظ امرأة في وحدة تبريد طبية محكمة الإغلاق، وتكتشف أنها محاصرة وأن مستويات الأكسجين في الوحدة تنخفض بسرعة. تعاني من فقدان الذاكرة، ولا تتذكر من هي أو كيف وصلت إلى هناك. يساعدها ذكاء اصطناعي متقدم. اسمه ميلو (ضابط اتصال الواجهة الطبية)، لكنه يرفض فتح وحدة التبريد بدون رمز المسؤول. باستخدام ميلو (مسؤول الاتصال للواجهة الطبية)، يمكنها الإرسال خارج الكبسولة والاتصال بخدمات الطوارئ. تزودهم بنموذج وحدة التبريد والرقم التسلسلي المطبوعين من الداخل، ولكن عند اتصال خدمات الطوارئ بالشركة المصنعة، تم إخبارهم بأن الوحدة قد دمرت قبل ثلاث سنوات. نظرًا لعدم قدرتها على معرفة ذكرياتها، فإنها تبحث عن أدلة حول ماضيها من خلال البحث عن الصور والمقالات من خلال الكمبيوتر الذي يعمل بالذكاء الاصطناعي وتجد اسمها إليزابيث هانسن. تدرك أنها طبيبة مبردة، وتجد زوجها، ليو فيرغسون، ورقم الاتصال به من خلال الوصول إلى وسائل التواصل الاجتماعي الخاصة بها، ولكن عندما تتصل برقمه، تجيب امرأة، وتخبرها أنها زوجة ليو، وعندما تطلب بالتحدث معه، تبدو المرأة مشوشة وتغلق الخط. مع استمرار انخفاض مستوى الأكسجين، تبدأ في الهلوسة وتحاول فتح الكبسولة، ويتم صعقها بالكهرباء. ثم تتلقى مكالمة من الشرطة لكنها تشتبه في أنهم يخفون شيئًا عنها، ويقطع الاتصال. وكانت المرأة المجهولة التي اتصلت بها في وقت سابق تخبرها بوفاة زوجها. كما أنها تمنحها رمز المسؤول لفتح الكبسولة، لكنها تخبرها أنها لا تستطيع فتح الكبسولة وإلا ستموت. تستخدم إليزابيث الشفرة، وتبدأ في الطفو بدون جاذبية. بعد شرح موجز، يتم الكشف عن أنها دخلت في نوم شديد لمدة 14 سنة ضوئية في رحلة إلى كوكب آخر. مهمتها السرية هي السفر إلى كوكب جديد، حيث سينقرض الجنس البشري في المستقبل القريب بسبب فيروس قاتل. كما قتل الفيروس زوجها ليو.
تشعر بالحزن بسبب الحقيقة، وتستنتج أن الصحوة كانت بسبب ارتفاع درجة حرارة المعالج، وتدرك أنه يجب عليها تحويل وظائف المعالج إلى معالج آخر مخصص للوظائف غير الأساسية، لكنها تفشل في البداية لأن البيانات تتجاوز السعة، ومع مرور الوقت، ومع تلاشي مستويات الأكسجين، تستعد للانتحار بمحاولة فتح الكبسولة. تكتشف بعد فترة وجيزة، أن ليو في حالة نوم شديد في سفينة الفضاء المتضررة مع ما يقرب من 10000 آخرين، لكنها تلاحظ أنه يفتقر إلى ندبة على جبينه كانت لديه من قبل. بعد إجراء مزيد من التحقيق، ومن خلال مقطع فيديو، تشاهد نسخة مسنة لها، ويتبين لها عن أنها استنساخ جيني من شخصية إليزابيث هانسن الأصلية وذكرياتها، بما في ذلك ذكريات ليو. المرأة التي تحدثت إليها على الأرض هي إليزابيث هانسن الأصلية، وهي الآن مسنة.
ينشط ميلو بروتوكول القتل الرحيم بسبب عدم وجود فرصة للبقاء على قيد الحياة، ويتمكن من إلغاء تنشيط استنساخ إليزابيث، وتحويل وظائف المعالج بنجاح، وإعادتها إلى النوم المفرط. يُظهر المشهد الأخير مستنسخات ليو وإليزابيث على الكوكب الجديد وهما يبتسمان، ويعانقان بعضهما البعض.

## الإنتاج والإصدار
أُعلن في يوليو 2017، أن «آن هاثاواي» قد انضمت إلى طاقم الفيلم، وستعمل كمنتجة في الفيلم، وأُعلن ان السيناريو سيحرره كريستي لوبلانك. تم الإعلان عن انضمام نومي راباس في فبراير 2020 إلى طاقم الفيلم، لتحل محل هاثاواي بإخراج فرانك خلفون للفيلم، وعمل ألكسندر أجا كمنتج. انضم كل من ميلاني لوران، وماثيو أمالريك، ومالك زيدي، في يوليو 2020، إلى طاقم العمل، ليحلوا محل راباس، حيث عملت أجا كمديرة لتحل محل خلفون، وآدم ريباك وجيمس إنجل التنفيذيين المنتجين من خلال شركة إيكو ليك إنترتينمنت. ورد في فبراير 2021، أن الفيلم المكتمل حصل على العنوان الجديد «أكسجين».
بدأ التصوير الرئيسي في يوليو 2020، وتقرر إصدار الفيلم في 12 مايو 2021.

## استقبال الفيلم
منح موقع الطماطم الفاسدة الفيلم تقييماً مقداره 89% بناءاً على آراء 89 ناقداً فنياً، وكتب إجماع نقاد الموقع: «يحصل الفيلم على أقصى قدر من الإثارة من مكانه الخانق، حيث يجعل المخرج ألكسندر أجا، والنجمة ميلاني لوران هذا الفيلم المثير الذي يجب مشاهدته لمحبي الخيال العلمي».
منح موقع ميتاكريتيك الفيلم تقييماً مقداره 66% بناءاً على آراء 18 ناقداً فنياً.
كتب موقع الناقد روجر إيبرت: «بعض الناس لن يكونوا راضين تمامًا عن الفصل الأخير من الفيلم، ولكني أعتقد أنه يتماسك جيداً، وهو أمر رائع بلا شك حتى لو تم الحكم عليه على أنه تمرين تمثيلي بحت»، ومنح الموقع الفيلم ثلاثة نجوم ونصف من أصل أربعة نجوم.
كتب الموقع الفرنسي ابوس دي سينيه: «إلى أي مدى يدين الفيلم بنصف نجاحه لميلاني لوران... نجاح في إظهار ألف عاطفة في مساحة صغيرة لأكثر من 90 دقيقة ... أداء لا يُنسى، ربما أفضل أداء لها، والذي يكمل نجاحًا قويًا بقدر ما هو غير متوقع... من المبالغة القول إن مثل هذا العرض السينمائي الغامر يحقق قدرًا كبيرًا من الخير ويعيد تنشيط تفاؤلنا. يمكننا أخيرًا التنفس بالأكسجين»، ومنح الموقع 4 نجوم للفيلم من أصل خمسة نجوم.
كتب موقع اولويز جود موفيز: «بعض السلوكيات الملتوية، وغير المُحتملة ... كيف يمكنك بث الهواء عند نفاد الأكسجين؟ ... كانت هناك هذه المتاهة العقلية ضد الساعة، وبيئة شديدة الخوف من الأماكن المغلقة تجعلني مضبوطًا نسبيًا. يتم إنجاز كل من السيناريوهات، والمؤثرات الخاصة بنقرة خيال علمي متواضعة»، ومنح الموقع ثلاثة نجوم للفيلم من أصل خمسة نجوم.
كتب برايان اورندورف على موقع بلو راي: «تمكن المخرج الفرنسي ألكسندر أجا من تكوين مهنة مثيرة للاهتمام منذ أن بدأ في صناعة الأفلام قبل 21 عامًا ... يعمل الفيلم بشكل فعال باعتباره لغزًا بدون أدلة في النصف الأول ... يحافظ المخرج على حركة الأشياء على الرغم من بقائه في مكان واحد ... المخرج يبذل قصارى جهده من خلال التقاط لمسات، والدخول في جنون اللحظة مع اندلاع نوع غريب من القصة البوليسية. الدقة متوقعة، ولكن مع هذا النوع من المساعي، فإنها لا تتطابق مع قوة اللحظات التمهيدية للفيلم»، ومنح الموقع ثلاثة نجوم ونصف للفيلم من أصل خمسة نجوم.

## وصلات خارجية
https://www.imdb.com/title/tt6341832/ أكسجين (فيلم 2021)
https://www.rottentomatoes.com/m/oxygen_2021 أكسجين (فيلم 2021)
https://www.netflix.com/sa-en/title/81277610 أكسجين (فيلم 2021)